# Aabenraa
 Ovo je glavno značenje pojma Aabenraa. Za druga značenja pogledajte Aabenraa (razdvojba).
Grad Aabenraa ili  Åbenrå (njemački: Apenrade, južnojyllandski  (Sønderjysk): Affenråe) sa stanovništvom od 15,806 (1.siječnja 2010.) je smješten na samom početku fjorda Aabenraa, rukavcu Malog Belta (danski: Lillebælt) u Danskoj, na samom jugu poluotoka Jylland. 
Ime mu je izvorno značilo ”otvorena plaža” (danski: åben strand). 
Pripada općini Aabenraa.